# أهل عمران (الملاح)

تعديل مصدري - تعديل

أهل عمران هي إحدى قرى عزلة الملاح بمديرية الملاح التابعة لمحافظة لحج، بلغ تعداد سكانها 199 نسمة حسب تعداد اليمن لعام 2004.